# 中村廣治
中村 廣治（なかむら ひろじ、1931年 - ）は、日本の思想史家で、デヴィッド・リカード研究を専門とした。広島大学名誉教授。元経済学史学会代表幹事。

## 来歴
福岡県生まれ。旧制福岡高等学校を経て、1953年九州大学経済学部卒業。高木暢哉門下で、1955年九州大学大学院経済学研究科博士課程進学。1958年大分大学着任。1964年九州大学大学院経済学研究科博士課程修了、経済学博士。広島大学教授、熊本学園大学教授、九州産業大学教授を歴任した。広島大学名誉教授。この間、1995年から1997年まで経済学史学会代表幹事。専門はデヴィッド・リカード。

## 著書
- 『リカアドウ体系』ミネルヴァ書房 1975年
- 『市場経済の思想像』九州大学出版会 1994年
- 『リカードウ経済学研究』九州大学出版会 1996年
- 『市場と反市場の経済思想 : 経済学の史的再構成』（高哲男と共編著）ミネルヴァ書房 2000年
- 『リカードウ評伝－生涯・学説・活動－』昭和堂 2009年